# Les Portes de la nuit
Pour plus de détails, voir Fiche technique et Distribution.
Les Portes de la nuit est un film français réalisé par Marcel Carné, sorti en 1946.

## Synopsis
À la fin de la Seconde Guerre mondiale, le temps d’une nuit de février 1945, le « Destin », personnifié par un homme énigmatique agit dans un quartier populaire du nord de Paris. Chacun des personnages le rencontre. Il prédit les morts des personnages, et orchestre l’aventure amoureuse et tragique entre le résistant Diego et Malou mal mariée à Georges ; le frère de Malou, Guy, est un ancien collaborateur qui a dénoncé son ami Raymond. Malgré les avertissements ou les conseils du Destin chacun est enfermé dans sa destinée fatale.

## Fiche technique
- Titre original : Les Portes de la nuit
- Réalisation : Marcel Carné
- Assistant réalisation : Roger Blanc
- Scénario : Jacques Prévert d'après l'argument de son ballet Le Rendez-vous
- Adaptation et dialogues : Jacques Prévert
- Décors : Alexandre Trauner
- Costumes : Antoine Mayo
- Photographie : Philippe Agostini, André Bac, Émile Savitry
- Son : Antoine Archimbaud
- Montage : Jean Feyte, Marthe Gottie
- Musique : Joseph Kosma
- Producteurs : Pierre Laurent, Raymond Borderie (producteur exécutif)
- Société de production : Pathé Consortium Cinéma (France)
- Société de distribution : Pathé (France et étranger)
- Pays d'origine :  France
- Langue originale : français
- Format : 35 mm - noir et blanc - 1.37:1 - son monophonique (RCA Sound System)
- Genre : drame poétique
- Durée : 105 minutes
- Date de sortie :
  - France : 3 décembre 1946
- (fr) Classifications CNC : tous publics, art et essai (visa no 3834 délivré le 25 novembre 1946)

## Distribution
- Jean Vilar : le Destin (vêtu en haillons)
- Yves Montand : Diego
- Nathalie Nattier : Malou Sénéchal
- Pierre Brasseur : Georges, le mari de Malou (tête d'affiche lors de la sortie du film)
- Serge Reggiani : Guy Sénéchal, le frère de Malou
- Saturnin Fabre : M. Sénéchal, le père de Malou et de Guy
- Raymond Bussières : Raymond Lécuyer, l'ami cheminot de Diego
- Sylvia Bataille : Claire Lécuyer, la femme de Raymond
- Christian Simon : « Cri-Cri » Lécuyer, le fils unique de Raymond et Claire
- Julien Carette : M. Quinquina
- Mady Berry : Mme Quinquina
- Dany Robin : Étiennette, la fille aînée des Quinquina
- Jean Maxime : Riquet, l'amoureux d'Étiennette
- Jane Marken : Mme Germaine
- Gabrielle Fontan : la vieille
- Fabien Loris : le chanteur des rues
- René Blancard : le voisin
- Michel Salina : le chirurgien
- Colette Mareuil
- Brigitte Auber
- Émile Genevois

## Chansons du film
- Les enfants qui s’aiment, paroles de Jacques Prévert (recueil Paroles) et musique de Joseph Kosma, musique thème du film, interprétée par Fabien Loris (le chanteur des rues)
- Les Feuilles mortes, paroles de Jacques Prévert (recueil Paroles) et musique de Joseph Kosma, fredonnée par Yves Montand (Diego) et Irène Joachim, voix chantée de Nathalie Nattier (Malou)

## Production

### Genèse
Le film est une adaptation du ballet Le Rendez-vous, écrit par Jacques Prévert, mis en scène par Roland Petit, joué au théâtre des Champs-Élysées peu après la Libération ; Jean Gabin et Marlene Dietrich ont assisté à la première. Lors de la préparation du film, ces derniers devaient interpréter le couple vedette. Marlene Dietrich se désiste, Marcel Carné la remplace par Nathalie Nattier et lui donne comme partenaire, sur les conseils d’Édith Piaf, Yves Montand alors jeune chanteur en plein triomphe au théâtre de l'Étoile.

### Tournage
- Période des prises de vue : du 11 janvier au 7 septembre 1946.
- Intérieurs : aux studios de Joinville et rue Francœur avec décor du canal, de la croix de l'Évangile et de la station de métro Barbès - Rochechouart[2],[3].
- Extérieurs : station de métro Barbès - Rochechouart, à la limite des 9e, 10e et 18e arrondissement de Paris.

## Accueil
- Mal reçu par les critiques, le film n'a pas connu le succès lors de sa sortie en France[4]. Il est sorti quatre ans plus tard aux États-Unis sous le titre Gates of the Night[5].
- « Les Portes de la nuit »… ou « Les Portes de l'ennui », selon Henri Jeanson[6].

## Autour du film
- Le premier plan du film est un panoramique pris depuis la rotonde de la Villette en direction du nord, et qui montre l’état de l’avenue de Flandre en 1945, quartier qui a beaucoup changé depuis, puisqu’il a fait l’objet de lourdes rénovations dans les années 1970 et 1980 avec la construction de hautes tours d’habitation.
- Ce film est la dernière collaboration entre Carné et Prévert.
- « Ce qui m'attrista le plus, ce fut de voir que le film, dès sa sortie, prit une couleur politique que, personnellement, je n'avais nullement cherché à mettre (...) », Marcel Carné, dans La Vie à belles dents, éditions de l'Archipel, 1975.